# 특수 범죄 처벌에 관한 특별법
특수 범죄 처벌에 관한 특별법은 박정희에 의한 군사정변이 있은 직후 국가재건임시조치법을 통해 '국가재건최고회의는 군사혁명이전 또는 이후에 반국가적 반민족적 부정행위 또는 반혁명적 행위를 처벌하기 위하여 특별법을 제정할 수 있다'는 규정에 의하여  해당 행위자를 처벌하기 위하여 만든 법률이다. 이 법은 공포한 날로부터 3년 6월 전까지 소급하여 적용하도록 부칙에 규정되어 있다.

## 적용 사례
- 사회당 사건
- 혁신당 사건
- 민족일보 사건
- 교원노조 사건
- 민통학련 사건

## 같이 보기
- 국가보안법